# Micromacronus sordidus
El timalí enano de Mindanao (Micromacronus sordidus) es una especie de ave paseriforme de la familia Cisticolidae endémica del sur de Filipinas. 

## Taxonomía
Anteriormente se consideraba una subespecie del tiemalí enano de las Bisayas (Micromacronus leytensis). Además ambos se clasificaban en la familia Timaliidae, hasta 2012 cuando fueron trasladados a la familia Cisticolidae.

## Distribución y hábitat
El timalí enano de Mindanao se encuentra únicamente en la isla de Mindanao. Su hábitat natural son los bosques húmedos tropicales isleños.